# Jules de Trooz
Jules Henri Ghislain Marie, Baron de Trooz (Lovaina, 21 de fevereiro de 1857 – Cidade de Bruxelas, 31 de dezembro de 1907) foi um primeiro-ministro belga, do Partido Católico. Ocupou o cargo durante o ano de 1907.

## Vida
De Trooz nasceu em Leuven e estudou filosofia antes de entrar na política. Ele representou Leuven na Câmara dos Representantes do Povo da Bélgica a partir de 1899, atuando como ministro da Educação e do Interior. Em 1907, ele se tornou o 18º primeiro-ministro da Bélgica, mantendo a pasta do Interior.
Ele foi o segundo primeiro-ministro belga a morrer no cargo, depois de Barthélémy de Theux de Meylandt.